# Ken McGregor
Ken McGregor (ur. 2 czerwca 1929 w Adelaide; zm. 1 grudnia 2007 tamże) – australijski tenisista, trzykrotny zdobywca Pucharu Davisa.

## Kariera tenisowa
Zdobywca dziewięciu tytułów wielkoszlemowych, w tym jednego w grze pojedynczej. Przede wszystkim był uznanym specjalistą debla – w parze z Frankiem Sedgmanem zdobył deblowego Wielkiego Szlema w 1951 oraz wygrał kolejne trzy turnieje w 1952 (poza mistrzostwami USA); w mistrzostwach USA wygrał konkurencję miksta w 1950.
Tytuł singlowy zdobył w 1952; wygrał mistrzostwa Australii, po finałowym zwycięstwie nad Sedgmanem. Przegrywał w finałach tego turnieju w 1950 i 1951, a także w finale Wimbledonu w 1951. W 1952 klasyfikowany jako nr 3. rankingu światowego.
W latach 1950–1952 reprezentował Australię w Pucharze Davisa i za każdym razem triumfował z zespołem w zawodach, po finałach ze Stanami Zjednoczonymi.
W 1999 został uhonorowany miejscem w Międzynarodowej Tenisowej Galerii Sławy, a rok później w Australijskiej Tenisowej Galerii Sławy.

### Finały w turniejach wielkoszlemowych

#### Gra pojedyncza (1–3)
| Końcowy wynik | Nr | Data | Turniej                             | Nawierzchnia | Przeciwnik    | Wynik finału         |
| ------------- | -- | ---- | ----------------------------------- | ------------ | ------------- | -------------------- |
| Finalista     | 1. | 1950 | Australian Championships, Melbourne | Trawiasta    | Frank Sedgman | 3:6, 4:6, 6:4, 1:6   |
| Finalista     | 2. | 1951 | Australian Championships, Sydney    | Trawiasta    | Dick Savitt   | 3:6, 6:2, 3:6, 1:6   |
| Finalista     | 3. | 1951 | Wimbledon, Londyn                   | Trawiasta    | Dick Savitt   | 4:6, 4:6, 4:6        |
| Zwycięzca     | 1. | 1952 | Australian Championships, Adelaide  | Trawiasta    | Frank Sedgman | 7:5, 12:10, 2:6, 6:2 |

#### Gra podwójna (7–1)
| Końcowy wynik | Nr | Data | Turniej                                | Nawierzchnia | Partner       | Przeciwnicy                   | Wynik finału              |
| ------------- | -- | ---- | -------------------------------------- | ------------ | ------------- | ----------------------------- | ------------------------- |
| Zwycięzca     | 1. | 1951 | Australian Championships, Sydney       | Trawiasta    | Frank Sedgman | John Bromwich Adrian Quist    | 11:9, 2:6, 6:3, 4:6, 6:3  |
| Zwycięzca     | 2. | 1951 | French Championships, Paryż            | Ceglana      | Frank Sedgman | Gardnar Mulloy Dick Savitt    | 6:2, 2:6, 9:7, 7:5        |
| Zwycięzca     | 3. | 1951 | Wimbledon, Londyn                      | Trawiasta    | Frank Sedgman | Jaroslav Drobný Eric Sturgess | 3:6, 6:2, 6:3, 3:6, 6:3   |
| Zwycięzca     | 4. | 1951 | U.S. National Championships, Nowy Jork | Trawiasta    | Frank Sedgman | Don Candy Mervyn Rose         | 10:8, 6:4, 4:6, 7:5       |
| Zwycięzca     | 5. | 1952 | Australian Championships, Adelaide     | Trawiasta    | Frank Sedgman | Don Candy Mervyn Rose         | 6:4, 7:5, 6:3             |
| Zwycięzca     | 6. | 1952 | French Championships, Paryż            | Ceglana      | Frank Sedgman | Gardnar Mulloy Dick Savitt    | 6:3, 6:4, 6:4             |
| Zwycięzca     | 7. | 1952 | Wimbledon, Londyn                      | Trawiasta    | Frank Sedgman | Vic Seixas Eric Sturgess      | 6:3, 7:5, 6:4             |
| Finalista     | 1. | 1952 | U.S. National Championships, Nowy Jork | Trawiasta    | Frank Sedgman | Mervyn Rose Vic Seixas        | 6:3, 8:10, 8:10, 8:6, 6:8 |

#### Gra mieszana (1–0)
| Końcowy wynik | Nr | Data | Turniej                                | Nawierzchnia | Partnerka               | Przeciwnicy              | Wynik finału  |
| ------------- | -- | ---- | -------------------------------------- | ------------ | ----------------------- | ------------------------ | ------------- |
| Zwycięzca     | 1. | 1950 | U.S. National Championships, Nowy Jork | Trawiasta    | Margaret Osborne DuPont | Doris Hart Frank Sedgman | 6:4, 3:6, 6:3 |